# Arthur Legat
Arthur Legat   (La Louvière, 1 de novembre de 1898 - Haine-Saint-Paul, 23 de febrer de 1960) va ser un pilot de curses automobilístiques belga que va arribar a disputar curses de Fórmula 1. A la F1 va debutar a la tercera temporada de la història del campionat del món de la Fórmula 1, la corresponent a l'any 1952, disputant el 22 de juny el GP de Bèlgica, que era la tercera prova del campionat.
Va participar en dues curses puntuables pel campionat de la F1, repartides a les temporades 1952 i 1953.

## Resultats a la Fórmula 1
| Any  | Equip        | Xassís  | Motor   | 1   | 2   | 3      | 4       | 5   | 6   | 7   | 8   | 9   | Posició | Punts |
| ---- | ------------ | ------- | ------- | --- | --- | ------ | ------- | --- | --- | --- | --- | --- | ------- | ----- |
| 1952 | Arthur Legat | Veritas | Veritas | SUI | 500 | BEL NC | FRA     | GBR | ALE | HOL | ITA |     | -       | 0     |
| 1953 | Arthur Legat | Veritas | Veritas | ARG | 500 | HOL    | BEL Ret | FRA | GBR | ALE | SUI | ITA | -       | 0     |

### Resum
| Curses: | Victòries: | Pòdiums: | Poles: | Voltes ràpides: | Punts: |
| ------- | ---------- | -------- | ------ | --------------- | ------ |
| 2       | 0          | 0        | 0      | 0               | 0      |